# Katarzyna Feldman
Katarzyna Anna Feldman-Mayerowa, z domu Sawicka, także jako Ketty Feldmanowa (ur. 7 marca 1886 we Lwowie, zm. 28 lutego 1974 w Jeleniej Górze), polska aktorka teatralna i śpiewaczka operowa; żona Ferdynanda, matka Krystyny.

## Życiorys
Była córką Edwarda Sawickiego i Marii Ligęza. Zadebiutowała w 1909 roku w Poznaniu. W 1911 roku wyszła za mąż za Ferdynanda Feldmana. Ślub odbył się w kościele św. Mikołaja we Lwowie. 